# Phlepsius intricatus
Phlepsius intricatus är en insektsart som beskrevs av Herrich-schaeffer 1838. Phlepsius intricatus ingår i släktet Phlepsius och familjen dvärgstritar. Inga underarter finns listade i Catalogue of Life.